# Борский мост
Бо́рские мосты (Волжский, Горьковские мосты) — спаренные железнодорожный и совмещённый мосты через Волгу, связывают Канавинский и Московский районы Нижнего Новгорода с Борским районом Нижегородской области. Действует для въезда транспорта в город. В 50 метрах ниже по течению располагается новый мост-дублёр, для выезда транспорта из города.

## Расположение
Находятся на 902 км от московского Южного порта.
Расположен на трассе Р159 «Нижний Новгород — Шахунья — Киров». Со стороны Нижнего Новгорода к мосту подходят проезд от улицы Сергея Акимова и пути Горьковской железной дороги от вокзала. Со стороны области к мосту подходит та же трасса и железнодорожные пути от ст. Толоконцево, к которой примыкает ветка со ст. Моховые Горы (находящейся в городе Бор) и посёлка Неклюдово.

## История
Железнодорожный мост на перегоне Нижний Новгород-Московский — Толоконцево был построен в 1932—1935 годах.
Совмещённый мост (железная дорога в нижнем ярусе, автомобильная двухполосная в верхнем) построен ниже по течению в 1965 году.
В начале XXI века из-за низкой пропускной способности автомобильной части совмещённого моста (ширина — всего две полосы; плохое состояние проезжей части), периодически наводился дублирующий понтонный мост.

### Капремонт 2007 года
В 2007 году мост был передан с городского баланса на областной.
С июня по сентябрь 2007 года автомост был на капитальном ремонте, который проводило Главное управление дорожного и транспортного хозяйства Нижегородской области.
В качестве дублирующей переправы на время ремонта использовался наплавной понтонный мост и одна полоса реконструируемого Борского моста. Пропускная способность переправы была явно завышена, и в процессе ремонта возникали существенные проблемы. По этой причине работы были ускорены, и удалось сдать мост в эксплуатацию более чем на месяц раньше намеченного срока: в конце сентября вместо ноября.
| Стоимость работ                         | 110 миллионов рублей                                                                  |
| Увеличение пропускной способности моста | В 1,6 — 2 раза                                                                        |
| Скорость движения автотранспорта        | Рост с 20 до 60 км/час, однако скорость до настоящего времени ограничена до 40 км/час |

Проведённые работы:

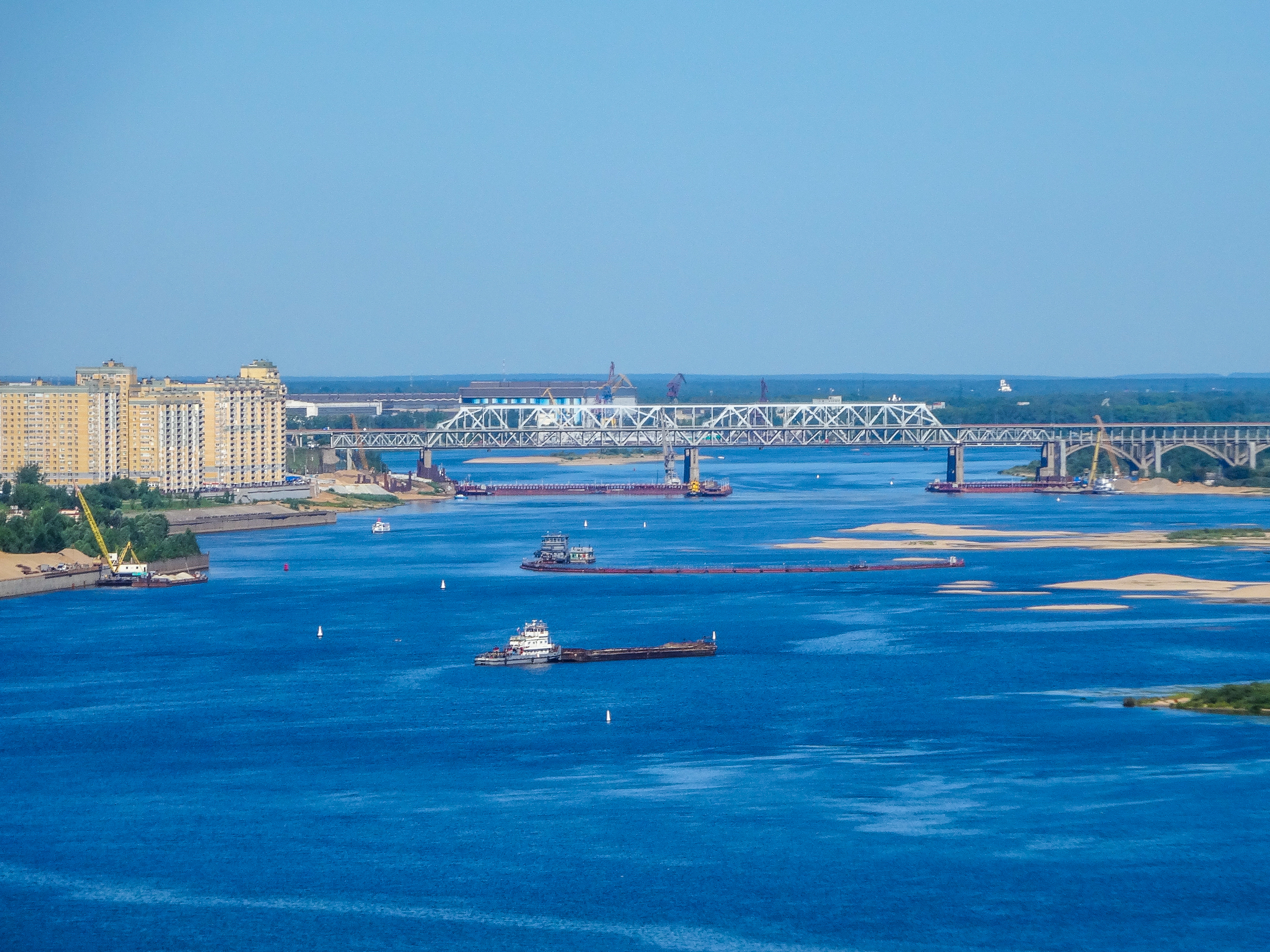
Вид на Борские мосты со смотровой площадки у памятника Валерию Чкалову. Июль 2014

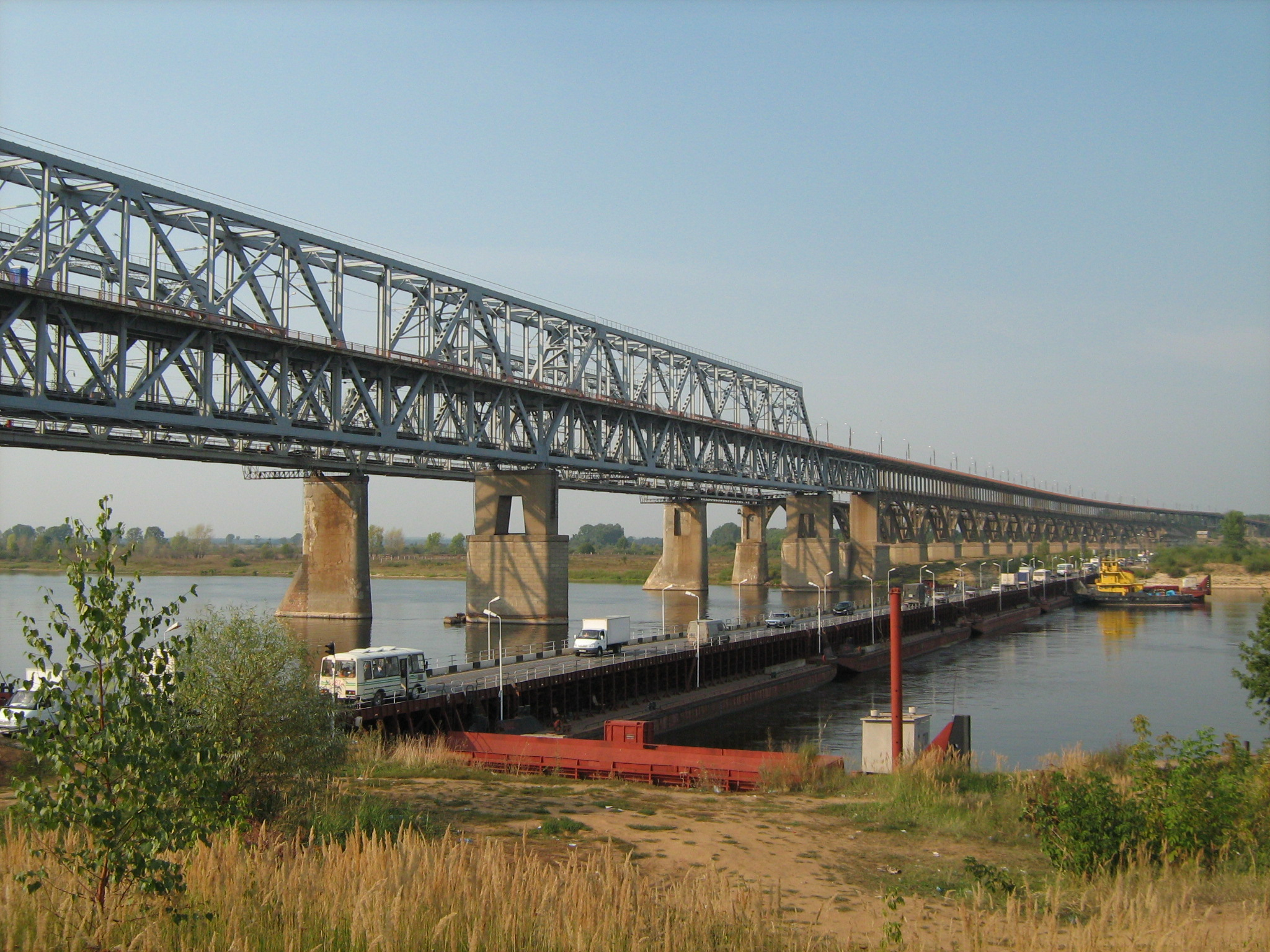
Наплавной мост, использовавшийся во время ремонта

- Полная замена температурных швов, при этом часть температурных швов заменена на новые, немецкого производства[3];
- Восстановление балок пролётных строений в местах их опоры;
- Установка современных деформационных механизмов;
- Гидроизоляция всей площади моста.

Кроме того, снижена статическая нагрузка на конструкции моста, что значительно увеличивает долговечность и надёжность сооружения, а также произведена замена дорожного покрытия с применением современных технологических решений. Нижний слой — литой асфальтобетон, выполняющий, помимо прочего, роль сверхмощной гидроизоляции, верхний слой — щебёночно-мастичная смесь.

### Мост-дублёр
К 2012 году в Нижнем Новгороде был завершён ряд проектов дорожного строительства, в том числе развязка на площади Лядова с подъездами к метромосту. Одним из самых проблемных мест с точки зрения пробок остался мост через реку Волгу. Городские власти разрабатывали идею строительства моста-дублёра, и к ноябрю 2012 года внешний облик и технические характеристики нового моста были уже утверждены. Планировалось, что в первом полугодии 2013 года будет готов проект, а к 2015 году мост будет построен. 4 ноября 2016 открыто рабочее движение по мосту (только для строительной техники). 31 июля 2017 года мост был открыт для выезда из города.

### Капремонт 2024—2025 годов
В марте 2024 года Борский мост был закрыт для проведения ремонтных работ. Ремонт, согласно плану, продлится до декабря 2025 года.